# Звёздный крейсер «Галактика»: План
«Звёздный крейсер «Галактика»: План» (англ. Battlestar Galactica: The Plan) — фильм 2009 года, являющийся приквелом сюжета телесериала «Звёздный крейсер «Галактика» (2004 года). Режиссёр фильма —  Эдвард Джеймс Олмос. Съемки фильма начались в сентябре 2008 года. Фильм был представлен на DVD в октябре 2009 года.

## Сюжет
Сюжет фильма начинается за 10 месяцев до событий сериала. Повествование ведется по-новому (со стороны сайлонов) и раскрывает их точку зрения на многие события, происходившие во вселенной сериала в период с начала атаки на Двенадцать колоний до высадки людей на планете Новая Каприка.

## В ролях
- Эдвард Джеймс Олмос — Уильям Адама
- Дин Стоквелл — сайлон номер 1, Брат Кевил
- Майкл Трукко — Самуель Андерс
- Грейс Пак — сайлон номер 8, Шерон Валери, Шерон Агатон
- Майкл Хоган — полковник Сол Тай
- Аарон Дуглас — старшина Гэлен Тирол
- Каллум Кит Ренни — сайлон номер 2, Леобен Коной
- Кейт Вернон — Элен Тай
- Рик Уорти — сайлон номер 4
- Мэттью Беннет — сайлон номер 5, Аарон Дорал
- Рекха Шарма — Тори Фостер
- Триша Хелфер — сайлон номер 6, Каприка, Джина